# Solo Display Team
La Solo Display Team était la patrouille acrobatique de l'armée de l'air royale néerlandaise. Fondée en 1979, la patrouille avait pour objectif de représenter les Pays-Bas lors de cérémonies officielles et de meetings aériens. Elle a été dissoute en 2019.
En 2016, elle était composée d'un jet General Dynamics F-16 Fighting Falcon (F-16 Demo Team), d'un hélicoptère Boeing AH-64 Apache (Apache Demo Team), et d'un avion-école Pilatus PC-7 (PC-7 Demo Team), qui forment trois équipes distinctes au sein de la formation mais qui peuvent réaliser des figures en coopération. Stationnée en 2019 sur la base de Leeuwarden, la patrouille changeait de point d'attache tous les deux ans. Le F-16 et l'Apache étaient peints en orange depuis 2009, et l'unité n'a connu aucun accident.

## Galerie

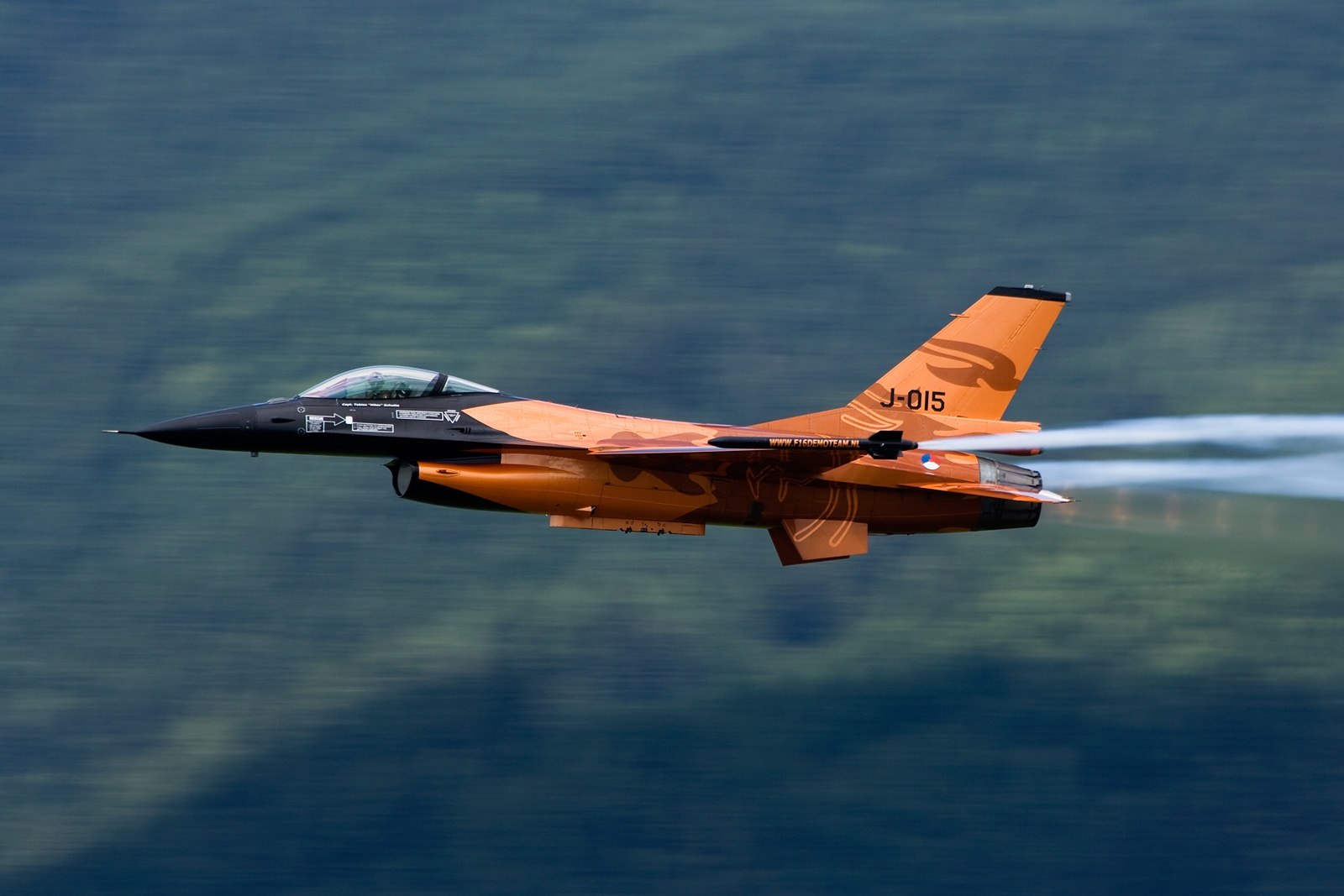
F-16 de la patrouille en figure unique.
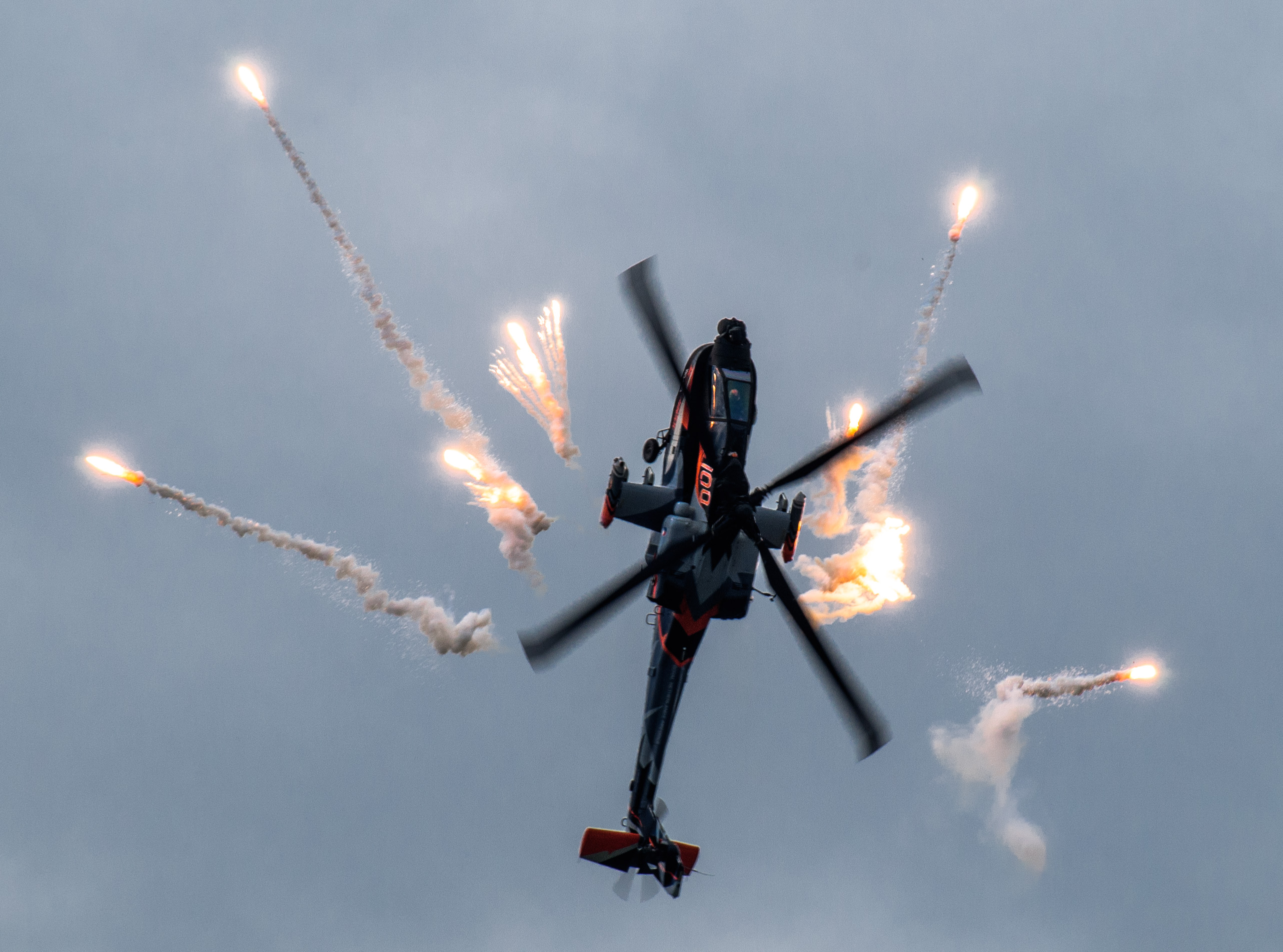
Apache en démonstration de contre-mesures.
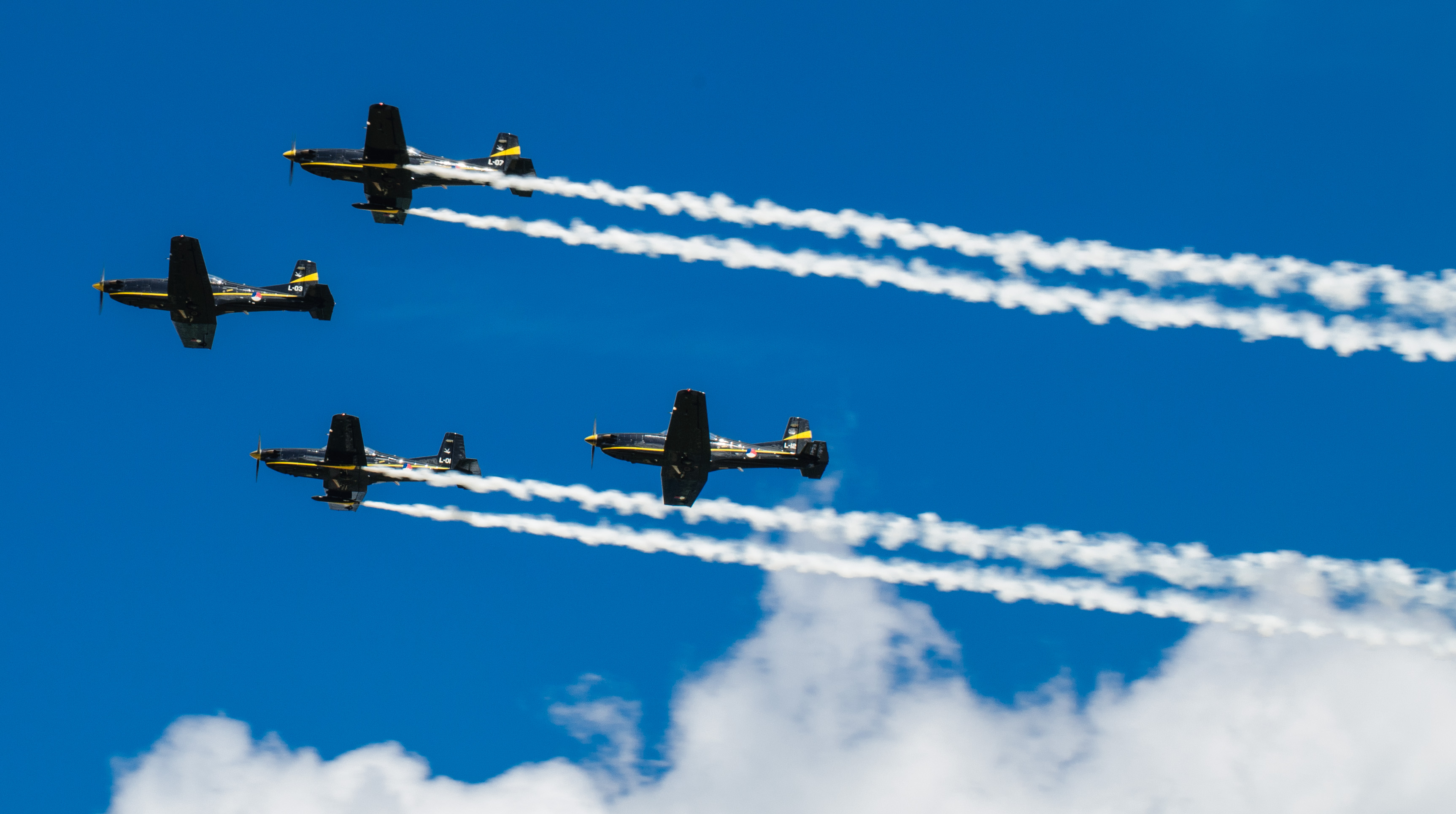
Pilatus en formation.
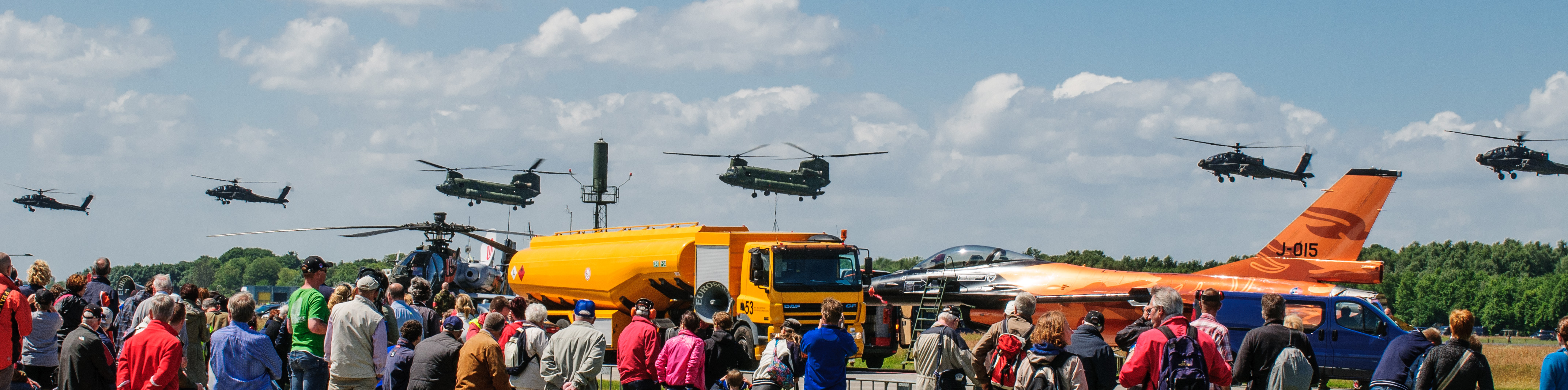
Jet stationné au sol lors des NL Air Force Days.